# Elena Busquets
Elena Busquets   (Barcelona, 1992) és una periodista catalana, directora del diari digital especialitzat en economia VIA Empresa des de 2022.

## Trajectòria
Graduada en periodisme per la Universitat Internacional de Catalunya, va completar els seus estudis amb un postgrau a la Universitat Autònoma de Barcelona (UAB). Abans d'entrar a VIA Empresa, va treballar i/o col·laborar amb diversos mitjans, com Mundo Deportivo o Ràdio Cornellà. També va treballar per a la immobiliària Forcadell. Després de ser mare, va començar a treballar a VIA Empresa el 2021, el 2022 va esdevenir-ne cap de redacció i a finals d'any fou nomenada directora del digital.